# Ріпон (Каліфорнія)
Ріпон (англ. Ripon) — місто (англ. city) в США, в окрузі Сан-Хоакін штату Каліфорнія. Населення — 16 013 особи (2020).

## Географія
Ріпон розташований за координатами 37°44′32″ пн. ш. 121°7′56″ зх. д. / 37.74222° пн. ш. 121.13222° зх. д. (37.742264, -121.132159).  За даними Бюро перепису населення США в 2010 році місто мало площу 14,23 км², з яких 13,74 км² — суходіл та 0,49 км² — водойми.

## Демографія
Згідно з переписом 2010 року, у місті мешкало 14 297 осіб у 4855 домогосподарствах у складі 3798 родин. Густота населення становила 1005 осіб/км².  Було 5129 помешкань (360/км²).
Расовий склад населення:
| - 79,7 % — білих - 4,2 % — азіатів - 1,5 % — чорних або афроамериканців - 0,9 % — корінних американців - 0,3 % — вихідців з тихоокеанських островів - 8,4 % — осіб інших рас |

До двох чи більше рас належало 5,0 %. Частка іспаномовних становила 22,2 % від усіх жителів.
За віковим діапазоном населення розподілялося таким чином: 28,8 % — особи молодші 18 років, 59,4 % — особи у віці 18—64 років, 11,8 % — особи у віці 65 років та старші. Медіана віку мешканця становила 37,1 року. На 100 осіб жіночої статі у місті припадало 95,8 чоловіків;  на 100 жінок у віці від 18 років та старших — 92,3 чоловіків також старших 18 років.
Середній дохід на одне домашнє господарство  становив 95 596 доларів США (медіана — 80 734), а середній дохід на одну сім'ю — 104 032 долари (медіана — 90 361). Медіана доходів становила 70 321 долар для чоловіків та 51 875 доларів для жінок. За межею бідності перебувало 9,8 % осіб, у тому числі 12,1 % дітей у віці до 18 років та 7,7 % осіб у віці 65 років та старших.
Цивільне працевлаштоване населення становило 7025 осіб. Основні галузі зайнятості: освіта, охорона здоров'я та соціальна допомога — 28,2 %, роздрібна торгівля — 9,0 %, виробництво — 8,7 %, будівництво — 8,5 %.